# جيب ستيوارت آدامز
جيب ستيوارت آدامز (بالإنجليزية: Jeb Stuart Adams)‏ هو شخصية أعمال أمريكي، ولد في 10 أبريل 1961 في هوليوود في الولايات المتحدة.

## وصلات خارجية
- جيب ستيوارت آدامز على موقع IMDb (الإنجليزية)
- جيب ستيوارت آدامز على موقع قاعدة بيانات الفيلم (الإنجليزية)